# CEROレーティング18才以上対象ソフトの一覧

「18才以上対象」指定ソフトに表示されるアイコン。

CEROレーティング18才以上対象ソフトの一覧（セロレーティング18さいいじょうたいしょうのソフトいちらん）は、コンピュータエンターテインメントレーティング機構（CERO）によるレーティング旧基準において「18才以上対象」とされたゲームソフトの一覧。

## 概要
2006年3月以降のCERO新基準においては再審査の上、CERO：Z（18才以上のみ対象）またはCERO：D（17才以上対象）（購入の規制がなされないレーティングの限度）に配分されている。
この一覧においては、タイトル名の前に「Z : 」と表記した作品がZ区分、「D : 」と表記した作品をD区分として表示している。
なお、新基準導入後に発売されたソフト（Wii、PlayStation 3の全タイトル、及びXbox 360、ニンテンドーDS、PlayStation Portable、PlayStation 2の一部のタイトル）は、ここでは割愛する。

## 任天堂 ハード
ゲームボーイアドバンスには該当ソフトが存在しない。

### ニンテンドーDS
- D : バイオハザード Deadly Silence
- Z : Grand Theft Auto Chinatown Wars

### ニンテンドーゲームキューブ
- Z : killer7
- バイオハザードシリーズ
  - D : バイオハザード CODE:Veronica 完全版
  - D : バイオハザード4

## ソニー・コンピュータエンタテインメント ハード

### PlayStation Portable
- D : 街 〜運命の交差点〜 特別篇
- D : かまいたちの夜2 特別篇

### PlayStation 2
- D : IZUMO コンプリート
- D : Vampire Panic
- D : うたう♪タンブリング・ダイス 〜私たち3人、あ・げ・る〜
- D : エキサイティングプロレス5
- D : おしえて!ぽぽたん
- D : 学園ヘヴン BOY'S LOVE SCRAMBLE!
- D : カルタグラ〜魂ノ苦悩〜
- D : GANTZ -The Game-
- D : 勝負師伝説哲也 DIGEST
- D : 勝負師伝説 哲也 2 玄人頂上決戦
- Z : killer7
- グランド・セフト・オートシリーズ
  - Z : グランド・セフト・オートIII
  - Z : グランド・セフト・オート・バイスシティ
- D : CROSS†CHANNEL 〜To all people〜
- Z : ゲッタウェイ
- Z : ゲッタウェイ ブラックマンデー
- D : ゲームになったよ!ドクロちゃん 〜健康診断大作戦〜
- D : ゴッド・オブ・ウォー
- D : サムライウエスタン 活劇侍道
- D : 侍道2 決闘版
- D : シャドウ オブ ローマ
- D : 水月 〜迷心〜
- D : すい〜とし〜ずん
- 好きなものは好きだからしょうがない!!シリーズ
  - D : 好きなものは好きだからしょうがない!! -FIRST LIMIT&TARGET†NIGHTS- Sukisyo! Episode #01+#02
  - D : 好きなものは好きだからしょうがない!! -RAIN- Sukisyo! Episode #03
- D : スポーン 運命の鎖
- 対戦ホットギミックシリーズ
  - D : 対戦ホットギミック アクセス雀
  - D : 対戦ホットギミック コスプレ雀
- D : DEMENTO
- D : DUEL SAVIOR DESTINY
- トム・クランシーシリーズ
  - D : トム・クランシーシリーズ ゴーストリコン
  - D : トム・クランシーシリーズ ゴーストリコン2
  - D : トム・クランシーシリーズ スプリンターセル
  - D : トム・クランシーシリーズ スプリンターセル カオスセオリー
- Z : DRIV3R
- D : ナースウィッチ小麦ちゃんマジカルて
- D : ナノブレイカー
- バイオハザードシリーズ
  - D : バイオハザード4
  - D : バイオハザード CODE:Veronica 完全版
- D : バックヤードレスリング
- D : バックヤードレスリング2
- D : パティシエなにゃんこ -初恋はいちご味-
- D : BALDR FORCE EXE
- D : PIZZICATO POLKA 〜縁鎖現夜〜
- D : 必殺裏稼業
- Z : ヒットマン:コントラクト
- Z : ヒットマン:サイレントアサシン
- D : BLOODY ROAR 4
- D : Fallout BROTHERHOOD OF STEEL
- D : フレンズ 〜青春の輝き〜 *ベスト版は15才以上対象に変更されている。
- Z : ベルセルク 千年帝国の鷹篇 聖魔戦記の章
- Z : マックスペイン
- 魔法先生ネギま!シリーズ
  - D : 魔法先生ネギま! 1時間目 お子ちゃま先生は魔法使い!
  - D : 魔法先生ネギま! 2時間目 戦う乙女たち!麻帆良学園大運動会SP!
  - D : 魔法先生ネギま! 課外授業 乙女のドキドキ ビーチサイド
- D : METAL GEAR SOLID 3 SNAKE EATER
- D : METAL GEAR SOLID 3 SUBSISTENCE
- D : モーショングラビアシリーズ
- D : Like Life an hour
- D : ラスト・エスコート〜深夜の黒蝶物語〜
- D : LoveSongs♪ADV 双葉理保14歳 〜夏〜
- D : LoveSongs♪ADV 双葉理保19歳 〜冬〜
- D : ランブルローズ
- D : 龍が如く
- SIMPLE2000シリーズ
  - Z : Vol.61 THE お姉チャンバラ
  - D : Vol.63 もぎたて水着!女まみれのTHE 水泳大会
  - D : Vol.64 THE スプラッターアクション
  - D : Vol.67 THE 推理 〜そして誰もいなくなった〜
  - Z : Vol.80 THE お姉チャンプルゥ 〜THE姉チャン特別編〜
  - D : Vol.90 THE お姉チャンバラ2
- SIMPLE2000シリーズ Ultimate
  - D : Vol.19 アカギ 〜闇に降り立った天才〜
  - D : Vol.20 ラブ★マージャン!2
  - D : Vol.22 スタイリッシュ麻雀 兎-野生の闘牌-＆兎-野生の闘牌 THE ARCADE- ダブルパック
  - D : Vol.32 あずみ

### PlayStation
- D : バイオハザード3 LAST ESCAPE（カプコレ）

## マイクロソフト ハード

### Xbox 360
- D : デッド オア アライブ4
- D : ランブルローズ XX

### Xbox
- D : Outlaw Volleyball
- D : 青い涙
- D : カウンターストライク
- Z : グランド・セフト・オート ダブルパック
- D : コンカー: Live and Reloaded
- D : ザ・ハウス・オブ・ザ・デッド III
- D : ジェイド エンパイア 〜翡翠の帝国〜
- Z : DEUS EX：INVISIBLE WAR
- D : デッド オア アライブ アルティメット
- D : デッド トゥ ライツ
- Z : TRUE CRIME：STREETS OF L.A.
- D : トム・クランシーシリーズ スプリンターセル カオスセオリー
- D : NINJA GAIDEN
- D : NINJA GAIDEN Black
- Z : ヒットマン:コントラクト
- Z : ヒットマン:サイレントアサシン
- D : Fable
- D : ブラザー イン アームズ ロード トゥ ヒル サーティー *PS2版は15才以上対象
- D : プリンス・オブ・ペルシャ ケンシノココロ *PS2版は15才以上対象
- D : Return to Castle Wolfenstein: Tides of War

## セガ ハード

### ドリームキャスト
- D : あいかぎ 〜ひだまりと彼女の部屋着〜[1]
- D : IZUMO[2]
- D : うたう♪タンブリング・ダイス[2]
- D : 白詰草話 -EPISODE OF THE CLOVERS-[1]
- D : 水月 〜迷心〜
- D : すい〜とし〜ずん
- D : パティシエなにゃんこ -初恋はいちご味-[3]
- D : BALDR FORCE EXE[3]
- D : Piaキャロットへようこそ!!3[4]
- D : 魔女のお茶会[1]
- D : 恋愛CHU! ハッピーパーフェクト[5]